# Paracles albescens
Paracles albescens är en fjärilsart som beskrevs av George Francis Hampson 1901. Paracles albescens ingår i släktet Paracles och familjen björnspinnare. Inga underarter finns listade i Catalogue of Life.